# Trattato di Parigi (1951)
Il trattato costitutivo della CECA (Comunità europea del carbone e dell'acciaio) fu firmato a Parigi il 18 aprile 1951 ed entrò in vigore il 23 luglio 1952. Il "mercato comune" previsto dal trattato viene inaugurato il 10 febbraio 1953 per il carbone e il ferro e il 1º maggio seguente per l'acciaio. Il trattato aveva una durata di 50 anni ed ha avuto termine il 23 luglio del 2002. La CECA successivamente divenne parte dell'Unione europea.

## Storia
A seguito della Dichiarazione Schuman del maggio 1950, i negoziati su quello che sarebbe diventato il Trattato di Parigi (1951) iniziarono il 20 giugno 1950.
L’obiettivo del trattato era creare un mercato unico nei settori del carbone e dell’acciaio degli stati membri.
Dazi doganali, sovvenzioni, pratiche discriminatorie e restrittive dovevano essere tutti aboliti.
Il mercato unico sarebbe stato supervisionato da un’Alta Autorità, con poteri per gestire gravi carenze di offerta o di domanda, imporre tasse e preparare previsioni di produzione come linee guida per gli investimenti.
Una questione chiave nei negoziati per il trattato era lo smantellamento delle eccessive concentrazioni industriali nei settori del carbone e dell’acciaio della Ruhr, dove i Konzerne, o trust, avevano costituito la base della potenza militare del vecchio Reich.
I tedeschi consideravano la concentrazione di carbone e acciaio come una delle basi della loro efficienza economica, e come un loro diritto.
I baroni dell’acciaio rappresentavano una potente lobby, poiché incarnavano una tradizione nazionale.
Gli Stati Uniti non parteciparono ufficialmente ai negoziati del trattato, ma furono una forza determinante dietro le quinte.
L’Alto Commissario statunitense per la Germania occupata, John McCloy, era un sostenitore della decartellizzazione, e il suo principale consigliere in Germania era un avvocato antitrust di Harvard, Robert Bowie.
A Bowie fu chiesto di redigere gli articoli antitrust, e i testi dei due articoli da lui preparati (uno sui cartelli e uno sull’abuso di potere monopolistico) divennero la base del regime di politica della concorrenza del trattato.
Anche Raymond Vernon del Dipartimento di Stato (in seguito noto per i suoi studi sulla politica industriale all’università di Harvard) esaminò con attenzione le bozze successive del trattato.
Egli sottolineò l’importanza della libertà del mercato comune previsto rispetto alle pratiche restrittive.
Gli americani insistettero affinché il monopolio tedesco sulla vendita del carbone, il Deutscher Kohlenverkauf (DKV), perdesse il proprio monopolio, e affinché le industrie siderurgiche non possedessero più le miniere di carbone.
Fu concordato che il DKV sarebbe stato smembrato in quattro agenzie di vendita indipendenti.
L’azienda siderurgica Vereinigte Stahlwerke sarebbe stata divisa in tredici imprese, e la Krupp in due.
Dieci anni dopo i negoziati Schuman, un funzionario del Dipartimento di Stato degli Stati Uniti osservò che, sebbene gli articoli concordati fossero più moderati di quanto gli ufficiali americani coinvolti nei negoziati avrebbero desiderato, essi erano "quasi rivoluzionari" rispetto all’approccio tradizionale europeo a queste industrie di base.
Quanto alla posizione italiana, le istruzioni che dal ministro Carlo Sforza furono dirette a Paolo Emilio Taviani erano dettate da condivisione dell’ideale europeista espresso dai francesi, con attenzione anche alla politica industriale della siderurgia.

## Paesi aderenti
I paesi firmatari furono: Belgio, Francia, Germania Ovest, Italia, Lussemburgo e Paesi Bassi.

## Contenuti
Questo trattato introduce la libera circolazione dei prodotti in questione, senza diritti doganali né tasse, vietando pratiche discriminatorie, sovvenzioni o aiuti imposti dagli Stati.
Il trattato si divide in quattro sezioni: 1) istituzione della Comunità europea del carbone e dell'acciaio, 2) istituzioni comunitarie, 3) disposizioni economiche e sociali e 4) disposizioni generali.
Esso è all'origine delle attuali istituzioni dell'Unione Europea, infatti delinea le istituzioni comunitarie istituendo:
- un'Alta Autorità, che è l'organo esecutivo della CECA composto da nove membri in carica per sei anni e che si avvale di un comitato consultivo (formato dai rappresentanti dei produttori, dei lavoratori, dei consumatori e dei commercianti);[1]
- un'Assemblea, con potere di controllo, di 78 deputati (18 dalla Germania, Francia e Italia, 10 dal Belgio e i Paesi Bassi e 4 dal Lussemburgo) nominati dai rispettivi parlamenti degli Stati firmatari;[1]
- un Consiglio dei ministri, composto da sei rappresentanti dei governi nazionali e la presidenza è esercitata a turno da ciascun membro del Consiglio per una durata di tre mesi;[1]
- una Corte di giustizia composta da sette giudici nominati di comune accordo dai governi degli Stati membri per sei anni

Quindi la CECA viene a delinearsi quale vero e proprio organo sovranazionale con potere di decisione e pone le basi alla nascita della Unione europea odierna.

## Modifiche
Il trattato è stato modificato più volte, ad esempio ogni qualvolta un altro paese entrava a far parte della comunità (trattati di adesione), o quando sono state fatte modifiche finanziarie.
Con un allegato al trattato di Nizza viene disposto il trasferimento delle attività e passività della CECA alla Comunità europea. L'allegato è un protocollo relativo alle conseguenze finanziarie della scadenza del trattato CECA e al fondo di ricerca carbone e acciaio.